# Kosuke Nishi
Kosuke Nishi (西 晃佑 Nishi Kosuke?), född 8 april 1998 i Toyama prefektur, är en japansk fotbollsspelare.
Nishi började sin karriär 2017 i Kataller Toyama.